# Carlo Varini

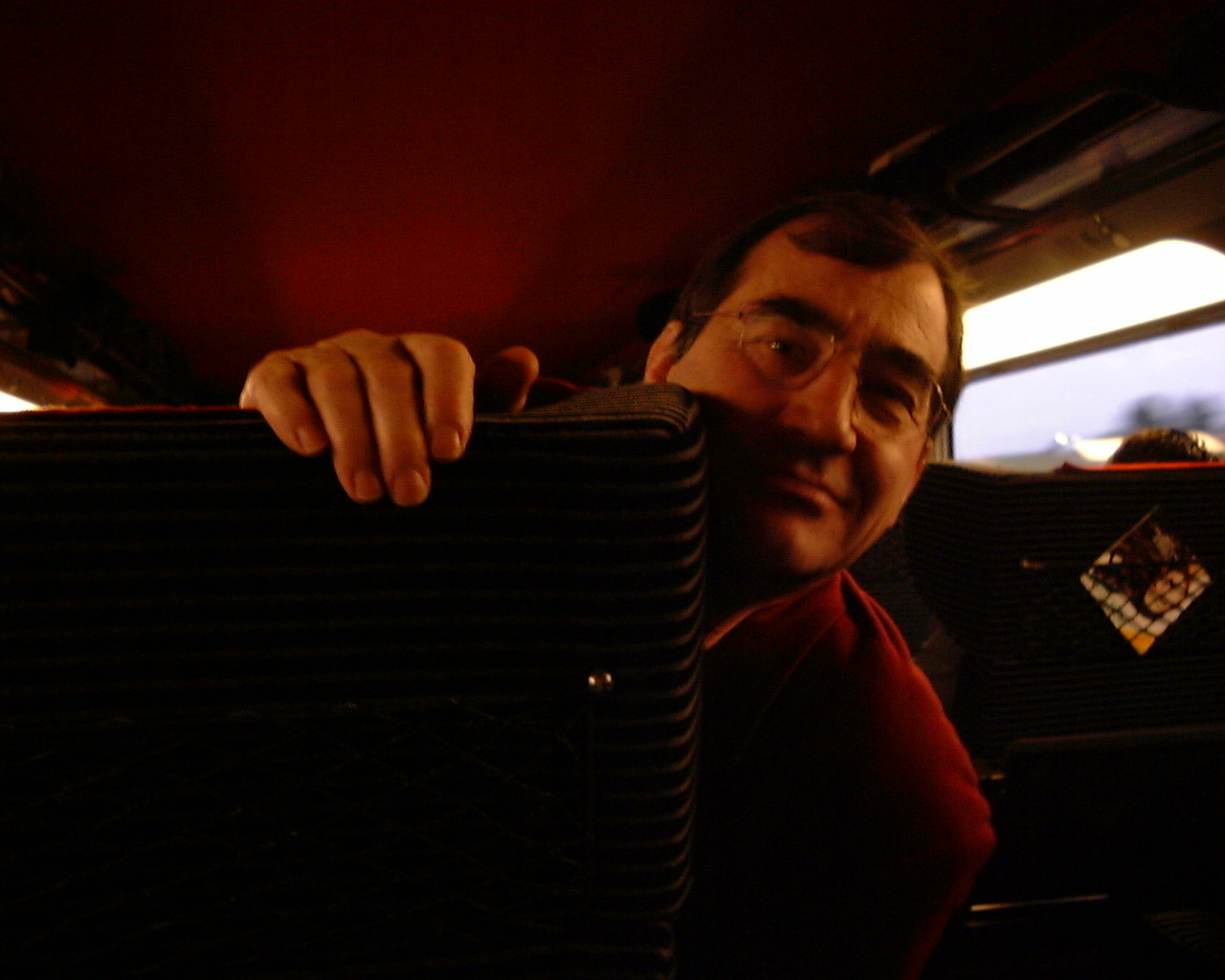
Carlo Varini (1999)

Carlo Varini (* 16. August 1946 in Ascona, Schweiz; † 18. Mai 2014 in Cathervielle, Pyrenäen, Frankreich) war ein aus der Schweiz stammender Kameramann beim überwiegend französischen Film.

## Leben und Wirken
Varini stieß bereits 1964 zum Film, als er als Kalibrator bei den Laboratorien der Schwarz Film in Ostermundigen bei Bern begann. Anschließend belegte er einen Arbeitskurs in der Zürcher Kunstgewerbeschule. Nachdem Varini 1971 kurzzeitig als Fotograf und Reporter für das Ciné-Journal Suisse tätig gewesen war, stand er 1972 als Kameraassistent von Renato Berta erstmals hinter einer Kinofilmkamera. In der ersten Hälfte der 1970er Jahre arbeitete er vor allem für Inszenierungen Daniel Schmids, Mitte dieses Jahrzehnts war Varini, ein frühes Mitglied des Filmkollektivs Zürich, auch an dem intellektuellen Erfolgsfilm Jonas, der im Jahr 2000 25 Jahre alt sein wird von Alain Tanner beteiligt. 1978 fotografierte er an der Seite Bertas mit Messidor einen weiteren, von der Kritik hoch gelobten Tanner-Film.
Mit Beginn der 1980er Jahre zeichnete Carlo Varini vor allem als Chefkameramann verantwortlich und fotografierte in seinen verbleibenden 34 Lebensjahren über 80 Filme, darunter auch gefeierte französische Produktionen wie Luc Bessons Inszenierungen Subway und Der letzte Kampf. Für seine Arbeit an Bessons Taucherfilm Im Rausch der Tiefe erhielt Varini, nach Subway bereits zum zweiten Mal, eine Nominierung für den César. Varinis spätere Arbeiten, darunter zahlreiche Komödienklamotten, aber auch Melodramen, fanden außerhalb der frankophonen Welt, mit Ausnahme des melancholischen Meisterwerkes Die Kinder des Monsieur Mathieu (2004), nur noch wenig Beachtung. 2010 wurde Carlo Varini, der seit seiner Übersiedelung nach Paris (1978) auch die französische Staatsbürgerschaft besaß, auf den Solothurner Filmtagen mit dem Ehrenpreis bedacht.

## Filmografie
nur als Chefkameramann
- 1980: Détournement mineur (Kurzfilm)
- 1981: Matlosa
- 1982: Zärtlichkeit und Zorn (Dokumentarfilm)
- 1982: Der letzte Kampf (Le Dernier Combat)
- 1983: Le spectacle (Kurzfilm)
- 1984: Ne quittez pas (Kurzfilm)
- 1984: Alea (Kurzfilm)
- 1985: Subway
- 1985: Eine Frau zum Verlieben (Une femme ou deux)
- 1986: Genesis
- 1986: Nuit d’ivresse
- 1987: Im Rausch der Tiefe (Le Grand bleu)
- 1988: Bankomatt
- 1989: Dunkle Leidenschaft (Les bois noirs)
- 1990: Mima
- 1991: Fortune Express
- 1991: Gesichter der Schweiz (Dokumentarfilm)
- 1992: Boulevard des hirondelles
- 1993: La nuit sacrée
- 1994: Bel  canto
- 1994: Jules (Fernsehfilm)
- 1995: Zwei Väter für ein Baby (Les deux papas et la maman)
- 1996: Mo’
- 1996: L’élève
- 1997: Noël en Quercy
- 1997: La terza luna
- 1998: Schule der Verführung (Petits désordres amoureux)
- 1998: Bébé volé
- 1999: Recto/Verso
- 2000: Le seins des affaires
- 2001: Un aller simple
- 2001: Geerbt ist geerbt (L’héritier)
- 2002: Haute Pierre
- 2003: Robinson Crusoe
- 2004: Die Kinder des Monsieur Mathieu (Les Choristes)
- 2005: Incontrôlable
- 2006: Odette Toulemonde
- 2007: Freie Zone (Zone libre)
- 2007: Badland
- 2008: Villa Jasmin
- 2009: Das Tier in meinem Herzen (Cœur animal)
- 2009–10: Nicolas Le Floch (Fernsehmehrteiler)
- 2010: HH, Hitler à Hollywood
- 2012: Glauser (Dokumentarfilm)
- 2013: Cyanure
- 2013: Win Win
- 2014: Die innere Zone
- 2014: Repas de famille
- 2014: Mirage d’amour avec Fanfare (UA: 2016)